# 美学
美学（びがく、英: aesthetics、またæsthetics、esthetics、エスセティクス、エステティクス、希: Αισθητική）は、美の原理などを研究する学問であり、18世紀に成立したとされる哲学の一分野である。美の本質や構造を、その現象としての自然・芸術及びそれらの周辺領域を対象として、経験的かつ形而上学的に探究する。美的対象、美的判断、美的態度、美的経験、美的価値などが問題とされてきた。
日本においては、森鷗外により「審美学」という訳語が与えられたが、現在では美学と呼称される。美学の本来の意味は「学問」を表しているが、転じて単に美意識、美的感覚を表すこともある。また、日本語の「美学」は、本来の意味から転じ、優れた信念を持つ様を表す場合もある。

## 概要
伝統的に美学は「美とは何か」という美の本質、「どのようなものが美しいのか」という美の基準、「美は何のためにあるのか」という美の価値を問題として取り組んできた。科学的に言えば、感覚的かつ感情的価値を扱う学問でもあり、ときに美的判断そのものを指すこともある。より広義には、この分野の研究者たちによって、美学は「芸術、文化及び自然に関する批評的考察」であるとも位置づけられる。
美学が1つの学問として成立した歴史的背景には、18世紀に啓蒙主義の思想と自然科学の確立に伴って表面化した科学的認識と美的もしくは感覚的認識の相違が認められたことと関係している。アレクサンダー・ゴットリープ・バウムガルテンは理性的認識に対して感性的認識に固有の論理を認め、学問としての美学を形作った。後にカントは美学の研究について美的判断を行う能力としての趣味を検討し、美学を美そのものの学問ではなく、美に対する批判の学問として位置づけた。ここから美学はシラー、シェリング、ヘーゲルなどにより展開された美に対する哲学的批判へと焦点が移行するが、19世紀から20世紀にかけて美の概念そのものの探究から個別の美的経験や芸術領域、もしくは芸術と他の人間活動との関係にも考察が及んでいる。美の実践者としては、ボードレールやオスカー・ワイルドらが活動した。
19世紀後半のドイツでは、美学から芸術の研究を独立させようと、芸術学（げいじゅつがく、独: Kunstwissenschaft、英: science of art）が提唱された。その後、美学は一般芸術学の主張を取り入れて変化し、今日では美学が「哲学的」であるのに対して、「科学的・実証的」な芸術研究を指して、「芸術学」と呼ぶようになってきている。

## 西洋美学
「美学」という術語が生まれたのは18世紀半ばである。学問名称は、哲学者アレクサンダー・バウムガルテンが用いたAesthetica（日本語に直訳すると感性学）に由来している。aesthetica という語は、古典ギリシア語 αἴσθησις（aisthesis）の形容詞 αἰσθητικ-ός（aisthtike）をラテン語化したもので、2つの語義を持っていた。1つは「感性的なるもの」であり、他方は、「学問」（episteme）という語が省略（ギリシア語での慣例による）された語義である「感性学」である。
フレデリック・ケイプルストンは、バウムガルテンの美学に限界があるにしても、ドイツの哲学において、クリスチャン・ヴォルフが考慮しなかった部分を拡張した功績があると指摘している。
バウムガルテンによれば「美は感性的認識の完全性」（『美学』14節）であるから、aesthetica（「感性的認識論」）は「美について考察する学 ars pulcre cogitandi」（同1節）である。
引用

美学（自由学芸の理論、下級認識論、美しく思いをなす技術、理性類似物の技術）は、感性的認識学の学である。（第1節）

美学の目的は、感性的認識そのものの完全性にある。然るに、この完全性とは美である。そして、感性的認識そのものの不完全性は避けられねばならず、この不完全性は醜である。（第14節）

ギリシャ・ローマ時代には美学という明確な術語が存在しなかった。古代にも美と芸術は存在論、形而上学、倫理学、技術論などから捉えられたが巨視的な考察は乏しかった。また、古代における美学の捉え方は特定の局面の断片的または個別的なものにとどまっていたと考えられており、組織的な考察は行われてはいなかった。
哲学的美学(Philosophical Aesthetics)としての美学は、18世紀初頭、イギリスのジャーナリストジョセフ・アディソンが雑誌『スペクテイター』の創刊号に連載した「想像力の喜び」から始まったと言われている。
美学という哲学的学科を創始したのは、ライプニッツ・ヴォルフ学派の系統に属すドイツの哲学者バウムガルテン（A.G.Baumgarten,1714-62）である。バウムガルテンは1735年の著書で、美学に新しい概念を与え、詩の美学的価値の原理的考察を思考する学としてaestheticaという学を予告した。『美学（Aesthetica）』第1巻は1750年、更に第2巻が1758年に出版された。この著書のなかで、バウムガルテンは芸術の本領が美にあり、その美は感性的に認識されるという考え方を示し、芸術と美と感性の同円的構造を打ち立てた。
18世紀に入って余暇活動が盛んになると、美学に関する広範な哲学的考察が本格的に展開された。初期の理論においてイマヌエル・カントは最も影響力を持っていた。ロマン主義の登場や政治革命の時代になると、これに関連した美的概念として、崇高性が評価されるようになった。崇高性はエドマンド・バークが "A Philosophical Enquiry into the Origin of our ideas of the Sublime and Beautiful "で理論化した概念である。
シェリングの『芸術の哲学』講義、ヘーゲルの『美学』講義などを経て、フィードラー（de:Konrad Fiedler）の「上からの美学」批判を受け、現代に至る。
注目すべきは、クローチェであろう。その『表現の学および一般言語学としての美学』（1902年）においては、美と芸術は一体化する。というのも、美とは、成功した表現であり、それこそは、芸術にほかならないからである。また、真の美学の発案者はヴィーコであり、バウムガルテンは、美学という名前だけの発案者にすぎず、その中身は旧態依然たるものと見なされる。
現代美学において特筆すべきは、実存主義・分析哲学・ポスト構造主義によるアプローチであろう。分析哲学の手法を用いて美学的な問題を扱う学問は、分析美学と言われる。分析美学の主要なテーマの一つに芸術の定義がある。また、認知神経科学の一分野で、美学的体験や芸術的創造性について、認知神経学や心理学的アプローチにより研究する神経美学がある。

## 日本の美学
わびとさびは、不完全、非永続なものの美しさとして、美学の研究対象となった。
日本における主要な美学関連学会としては美学会があり、雑誌『美学』（年4回）および欧文誌 Aesthetics （隔年）を発行している。毎年十月に行われる「全国大会」のほか、年5回関東および関西で研究発表会が開催される。なお2001年の国際美学会議（4年おき開催）は日本で行われた。日本の過去から現在の美学者としては、大塚保治、大西克礼、三井秀樹、高橋巖、伊藤亜紗らがいる。
日本語の「美学」は、中江兆民がフランスのウジェーヌ・ヴェロンの著作（1878年）を訳して『維氏美学』（上　1883年11月、下　1884年3月）と邦題を付けたことによる。日本の高等教育機関における美学教育の嚆矢には、東京美術学校および東京大学におけるフェノロサのヘーゲル美学を中心とした講義がある。フェノロサは、日本で仏教に帰依している。また、森林太郎（森鷗外）による東京大学におけるE. V. ハルトマン美学ら当時の同時代ドイツ美学についての講演、およびラファエル・フォン・ケーベルによる東京大学での美学講義もあげられる。また京都においては京都工芸学校においてデザイン教育を中心とする西洋美学および美術史の教育がなされた。なお東京大学は独立の一講座として大塚保治を教授に任命、美学講座を開いた世界で最初（1899年）の大学である。
日本では西洋のような、思索の集大成としての美学の歴史が、なかなか育たなかった。しかし、いき、わびなどの個別の美意識は、古くから存在しており、また茶道や日本建築、伝統工芸品などを通して、さまざまな形で実践されてきた。
日本の神話におけるアメノウズメの踊りに関する記述には、乳房や女陰に関する言及もある。日本において美学的思考が初めて意識的に理論化されたのは、『古今和歌集』「仮名序」においてである。紀貫之は長く官位が低く、土佐守に任ぜられた時にはすでに60歳をこえていた。土佐日記は土佐で亡くした愛児への思慕や、望郷の念を表した美学にあふれている。
この歌論が芸術批評、創作指標として理論化されたのは、藤原公任(ふじわらのきんとう、966-1041)の『新撰髄脳』、『和歌九品』以降においてであり、基本的には中国唐代の画論における品等論の影響と思量される。藤原公任によって最高の歌格とされた「あまりの心」は、藤原俊成や鴨長明によって「余情（よせい）」として深度化され、幽玄と関係づけられた。
そのころ歌風は、「たけ」、「長高様」（崇高あるいは壮美）、「をかし」（趣向の面白さに由来する美）など、美的カテゴリーの細分化がおこなわれ、「和歌十体」として体系化された。歌人の西行(1118年-1190年)は2300首の、美意識にあふれた和歌をよんだと伝えられている。藤原定家は、「むかし貫之歌のたくみにたけおよびがたくことばづよくすがたおもしろき様をこのみて余情妖艶の体をよまず」（『近代秀歌』）として、「あはれ」（優美）の範疇を開拓した。

演劇論としては、能の世阿弥は芸術を「美学論」としてとらえた点に特徴があった。世阿弥の『花鏡』の「動十分心動七分身」（心を十分に動かして身を七分目に動かせ）という余情演技、「せぬが所が面白き」という「為手（して）の秘する所」を中心とする能の幽玄論の「かたちなき姿」を尊重する秘伝につながる。これは、技法上の修練が必要であることに理解を示したうえでの、俳人の松尾芭蕉による、「俳諧は三尺の童にさせよ初心の句こそたのもしけれ」（『三冊子』）という、芸術の主張につながる。この内面的な自発性は、『笈の小文』によれば、西行の和歌、宗祇の連歌、雪舟の絵、千利休の茶と共通する精神である。
文人画家の池大雅は、絵画でいかなることが困難であるかと質問されて、ただ紙上に一物もなきところこそなしがたし、と答えたという（桑山玉洲『絵事鄙言』）。
日本の美学論は、美と芸術を重視する思想的伝統に加えて、西洋美学も取り込んだ。西周、森鷗外以後は、東洋の伝統に立ち茶道における、老荘の美学的世界観を表した岡倉覚三の『茶の本』、や西洋美学の方法で歌論を研究して、その側面から範疇論を補足した美学者大西克礼の『幽玄とあはれ』などがある。
戦後では、西洋の現代思想に触発されて、独自の美学を発案する者も出てくる。たとえは、篠原資明は、その『トランスエステティーク』（1992年）から『差異の王国 ― 美学講義』（2013年）にいたるまで、差異の生成装置としての芸術概念を提唱し、深化しつづけた。また、日本の美学に関しても、篠原は、その『まぶさび記』（2002年）などにおいて、「さび」の伝統を踏まえつつ、「まぶさび」という新しい美的理念を提唱し、国内外で反響を呼んだ。
近現代の文化人としては谷崎潤一郎、泉鏡花、江戸川乱歩、三島由紀夫らが美意識にあふれた作品を発表した。戦後の1960年代以降、寺山修司、大島渚、若松孝二、武智鉄二らがその美学を引き継いだとみることもできる。